# 24h Le Mans 1971

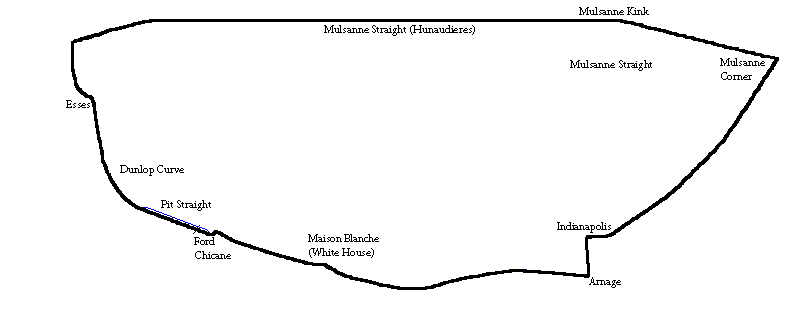
Trasa wyścigu

24h Le Mans 1971 – 39. edycja długodystansowego wyścigu 24h Le Mans. Wyścig odbył się w dniach 12–13 czerwca 1971, udział w nim wzięło 99 kierowców z 16 państw.

## Informacje
| Statystyki                  | Statystyki               |
| --------------------------- | ------------------------ |
| Długość okrążenia           | 13,469 km                |
| Dystans wyścigu             | 5 335,313 km             |
| Średnia prędkość            | 222,304 km/h             |
| Najszybsze okrążenie        | Jackie Oliver (3:18,400) |
| Kierowcy według narodowości |                          |
| Francja                     | 34                       |
| Szwajcaria                  | 17                       |
| Wielka Brytania             | 12                       |
| Pozostali (13 narodowości)  | 36                       |
| Łącznie                     | 99                       |

## Wyniki wyścigu
| Poz. | Klasa   | Nr | Zespół                                | Kierowcy                                | Samochód          | Silnik               | Okrążenia |
| ---- | ------- | -- | ------------------------------------- | --------------------------------------- | ----------------- | -------------------- | --------- |
| 1    | S 5.0   | 22 | Martini Racing Team                   | Dr. Helmut Marko Gijs van Lennep        | Porsche 917K      | Porsche 4.9L Flat-12 | 397       |
| 2    | S 5.0   | 19 | John Wyer Automotive Engineering Ltd. | Richard Attwood Herbert Müller          | Porsche 917K      | Porsche 4.9L Flat-12 | 395       |
| 3    | S 5.0   | 12 | North American Racing Team (NART)     | Sam Posey Tony Adamowicz                | Ferrari 512M      | Ferrari 5.0L V12     | 366       |
| 4    | S 5.0   | 16 | David Piper Autorace                  | Chris Craft David Weir                  | Ferrari 512M      | Ferrari 5.0L V12     | 355       |
| 5    | S 5.0   | 58 | North American Racing Team (NART)     | Bob Grossman Luigi Chinetti Jr.         | Ferrari 365 GTB/4 | Ferrari 4.4L V12     | 314       |
| 6    | GT +2.0 | 63 | ASA Cachia Bundi                      | Raymond Touroul André Anselme           | Porsche 911S      | Porsche 2.4L Flat-6  | 306       |
| 7    | P 2.0   | 49 | Wicky Racing Team                     | Walter Brun Peter Mattli                | Porsche 907       | Porsche 2.0L Flat-6  | 306       |
| 8    | GT +2.0 | 38 | René Mazzia                           | René Mazzia Jürgen Barth                | Porsche 911EC     | Porsche 2.4L Flat-6  | 303       |
| 9    | GT +2.0 | 42 | Jean Mésange                          | Jean Mésange "Gédéhem"                  | Porsche 911S      | Porsche 2.2L Flat-6  | 298       |
| 10   | GT +2.0 | 26 | Nicolas Koob                          | Erwin Kremer Nicolas Koob Günther Huber | Porsche 911S      | Porsche 2.4L Flat-6  | 292       |
| 11   | GT +2.0 | 39 | A.G.A.C.I.                            | Guy Verrier Gérard Foucault             | Porsche 911S      | Porsche 2.2L Flat-6  | 290       |
| 12   | GT +2.0 | 44 | The Paul Watson Race Organisation     | Paul Vestey Richard Bond                | Porsche 911S      | Porsche 2.2L Flat-6  | 286       |
| 13   | GT +2.0 | 36 | Écurie Jean Sage                      | Björn Waldegård Bernard Chenevière      | Porsche 911S      | Porsche 2.4L Flat-6  | 263       |

### Nie sklasyfikowani
| Poz. | Klasa | Nr | Zespół             | Kierowcy                     | Nadwozie   | Silnik                    | Okr. |
| ---- | ----- | -- | ------------------ | ---------------------------- | ---------- | ------------------------- | ---- |
| 14   | P 3.0 | 24 | Automobiles Ligier | Guy Ligier Patrick Depailler | Ligier JS3 | Ford Cosworth DFV 3.0L V8 | 270  |

### Nie ukończyli
| Poz. | Klasa   | Nr | Zespół                                      | Kierowcy                               | Nadwozie                    | Silnik                    | Okr. |
| ---- | ------- | -- | ------------------------------------------- | -------------------------------------- | --------------------------- | ------------------------- | ---- |
| 15   | GT +2.0 | 35 | Pierre Greub                                | Sylvain Garant Pierre Greub            | Porsche 911S                | Porsche 2.4L Flat-6       |      |
| 16   | S 5.0   | 57 | Zitro Racing Team / Dominique Martin        | Dominique Martin Gérard Pillon         | Porsche 917K                | Porsche 4.5L Flat-12      |      |
| 17   | P 3.0   | 29 | Wicky Racing Team                           | André Wicky Max Cohen-Olivar           | Porsche 908/2               | Porsche 3.0L Flat-8       |      |
| 18   | S 5.0   | 17 | John Wyer Automotive Engineering Ltd.       | Jo Siffert Derek Bell                  | Porsche 917LH               | Porsche 4.9L Flat-12      |      |
| 19   | P 3.0   | 32 | Equipe Matra-Simca                          | Chris Amon Jean-Pierre Beltoise        | Matra-Simca MS660           | Matra 3.0L V12            |      |
| 20   | S 5.0   | 9  | Écurie Francorchamps                        | Hughes de Fierlandt Alain de Cadenet   | Ferrari 512M                | Ferrari 5.0L V12          |      |
| 21   | S 5.0   | 6  | Scuderia Filipinetti Scuderia Picchio Rosso | Corrado Manfredini Giancarlo Gagliardi | Ferrari 512M                | Ferrari 5.0L V12          |      |
| 22   | GT 2.0  | 47 | André Wicky Racing Team                     | Jean-Jacques Cochet Jean Selz          | Porsche 911S                | Porsche 2.0L Flat-6       |      |
| 23   | GT +2.0 | 1  | Écurie Léopard                              | Jean-Claude Aubriet Jean-Pierre Rouget | Chevrolet Corvette Stingray | Chevrolet 7.0L V8         |      |
| 24   | P 3.0   | 30 | Louis Cosson                                | Louis Cosson Helmut Leuze              | Porsche 908/2               | Porsche 3.0L Flat-8       |      |
| 25   | GT 2.0  | 69 | Autohaus Max Moritz GmbH                    | Gerd F. Quist Dietrich Krumm           | Porsche 914/6 GT            | Porsche 2.0L Flat-6       |      |
| 26   | GT +2.0 | 2  | Greder Racing                               | Marie-Claude Charmasson Henri Gréder   | Chevrolet Corvette Stingray | Chevrolet 7.0L V8         |      |
| 27   | S 5.0   | 18 | John Wyer Automotive Engineering Ltd.       | Pedro Rodriguez Jackie Oliver          | Porsche 917LH               | Porsche 4.9L Flat-12      |      |
| 28   | S 5.0   | 15 | Escuderia Montjuich                         | José Juncadella Nino Vaccarella        | Ferrari 512M                | Ferrari 5.0L V12          |      |
| 29   | P 3.0   | 28 | Auguste Veuillet / Établissement Sonauto    | Claude Ballot-Léna Guy Chasseuil       | Porsche 908/2               | Porsche 3.0L Flat-8       |      |
| 30   | S 5.0   | 7  | Scuderia Filipinetti                        | Mike Parkes Henri Pescarolo            | Ferrari 512F                | Ferrari 5.0L V12          |      |
| 31   | GT +2.0 | 65 | Jacques Dechaumel                           | Jacques Dechaumel Jean-Claude Parot    | Porsche 911S                | Porsche 2.2L Flat-6       |      |
| 32   | S 5.0   | 23 | Martini Racing Team                         | Reinhold Joest Willi Kauhsen           | Porsche 917/20 "Pink Pig"   | Porsche 4.9L Flat-12      |      |
| 33   | S 5.0   | 21 | Martini Racing Team                         | Vic Elford Gérard Larrousse            | Porsche 917LH               | Porsche 4.9L Flat-12      |      |
| 34   | GT +2.0 | 33 | Rey Racing                                  | Jean-Pierre Cassegrain Jacques Rey     | Porsche 911S                | Porsche 2.4L Flat-6       |      |
| 35   | GT 2.0  | 46 | Ecurie Porsche Club Romand                  | Paul Keller Jean Sage                  | Porsche 914/6 GT            | Porsche 2.0L Flat-6       |      |
| 36   | GT +2.0 | 34 | Richie Ginther Racing Inc.                  | Alain Johnson Elliott Forbes-Robinson  | Porsche 911S                | Porsche 2.4L Flat-6       |      |
| 37   | GT +2.0 | 37 | Pierre Mauroy                               | Pierre Mauroy Jean-Claude Lagniez      | Porsche 911S                | Porsche 2.4L Flat-6       |      |
| 38   | GT +2.0 | 40 | Jean Egreteaud                              | Jean Egreteaud Jean-Marie Jacquemin    | Porsche 911S                | Porsche 2.2L Flat-6       |      |
| 39   | GT +2.0 | 41 | Jean-Pierre Gaban                           | Jean-Pierre Gaban Willy Braillard      | Porsche 911S                | Porsche 2.2L Flat-6       |      |
| 40   | P 2.0   | 50 | Camel Filters Team Huron                    | Guy Edwards Roger Enever               | Lola T212                   | Ford Cosworth FVC 1.8L I4 |      |
| 41   | S 5.0   | 11 | Roger Penske / Kirk F. White                | Mark Donohue David Hobbs               | Ferrari 512M/P              | Ferrari 5.0L V12          |      |
| 42   | S 5.0   | 10 | Gelo Racing Team                            | Georg Loos Franz Pesch                 | Ferrari 512M                | Ferrari 5.0L V12          |      |
| 43   | P 3.0   | 60 | Claude Haldi                                | Claude Haldi Hans-Dieter Weigel        | Porsche 908/2               | Porsche 3.0L Flat-8       |      |
| 44   | S 5.0   | 14 | North American Racing Team (NART)           | Masten Gregory George Eaton            | Ferrari 512S Spyder         | Ferrari 5.0L V12          |      |
| 45   | GT +2.0 | 66 | Rey Racing                                  | Jean-Claude Geurie Claude Mathurin     | Porsche 911S                | Porsche 2.2L Flat-6       |      |
| 46   | GT +2.0 | 48 | Jean-Pierre Hanrioud                        | Jean-Pierre Hanrioud Mario Ilotte      | Porsche 911S                | Porsche 2.2L Flat-6       |      |
| 47   | GT +2.0 | 43 | François Migault                            | Jean-Pierre Bodin Gilbert Courthiade   | Porsche 911S                | Porsche 2.2L Flat-6       |      |
| 48   | P 3.0   | 27 | Christian Poirot                            | Christian Poirot Jean-Claude Andruet   | Porsche 910                 | Porsche 3.0L Flat-8       |      |
| 49   | S 5.0   | 5  | Racing Team VDS                             | Teddy Pilette Gustave Gosselin         | Lola T70 Mk.IIIB            | Chevrolet 5.0L V8         |      |